# Lance Gross
Lance Darnell Gross (ur. 8 lipca 1981 w Oakland w stanie Kalifornia) – amerykański aktor, producent filmowy, model i fotograf.

## Życiorys
Urodził się i wychował w Oakland w Kalifornii, gdzie ukończył St. John’s College High School. Naukę kontynuował w Howard University, gdzie brał udział w zawodach lekkoatletycznych Pro Track & Field, aby realizować swoje marzenia o aktorstwie. Otrzymał Bachelor of Arts w teatrze, a następnie uczęszczał do The Ivanna Chubbuck Studio, jak również do Tasha Smith Acting Studio.
Swoją karierę rozpoczął jako model dla Karla Kani i pojawiał się w teledyskach dla takich artystów jak Mary J. Blige, Rihanna i Mariah Carey. W 2006 r. grał drobne role w dwóch sitcomach: UPN Eve i Fox Broadcasting Company The Bernie Mac Show.

## Wybrana filmografia

### Filmy fabularne
- 2008: Meet the Browns jako Michael Brown
- 2010: Nasze wielkie rodzinne wesele (Our Family Wedding) jako Marcus Boyd
- 2012: The Last Fall jako Kyle Bishop
- 2012: Stalowe magnolie (Steel Magnolias) jako Sammy Desoto
- 2013: Zakazane pragnienia (Temptation: Confessions of a Marriage Counselor) jako Brice

### Seriale TV
- 2006: Eve jako Członek chóru
- 2007-2012: Tyler Perry’s House of Payne jako Calvin Payne
- 2012: The Finder jako Frank Haywood
- 2012: Bananowy doktor (Royal Pains) jako dr London
- 2013: Dice City jako Derek
- 2014: Stan kryzysowy (Crisis) jako Marcus Finley, agent specjalny w Tajnych Służbach (Secret Service)[3]